# هيلينا دراجس

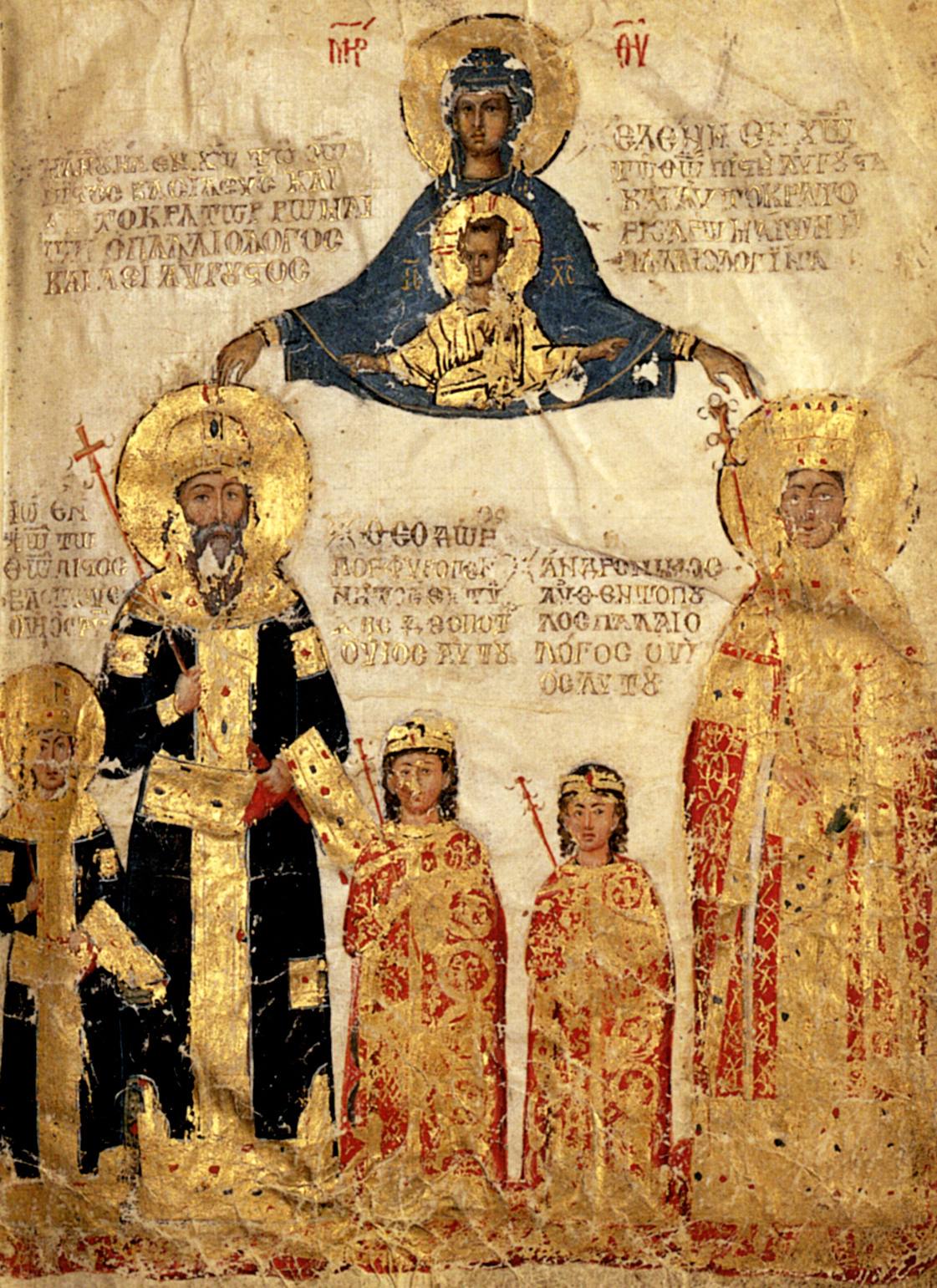
الامبراطور مانويل باليولوجوس وعائلته في القرن الخامس عشر، الامبراطورة هيلينا دراجس وابنائها الثلاثة يانيس، اندورنيكس، تيودور

هيلينا دراجس (بالصربية: Јелена Драгаш, Jelena Dragaš; باليونانية: Ἑλένη Δραγάση, Elenē Dragasē، (ولدت 1372م، وتوفيت في 23 مارس 1450م ) وهي زوجة الإمبراطور البيزنطي مانويل الثاني باليولوج. وقد تم اعلان اسمها من قبل الكنيسة الأرثوذكسية اليونانية في سانت عزيز ب (Ὑπομονὴ).

## عائلتها
هيلينا هي ابنة اللورد قسطنطين حاكم امارة صربيا. ولكن لم يعرف إلى الآن اسم والدتها حيث لم يعرف اسم أول زوجة لقسطنطين.

## الأمبراطورية
عُرفت هيلينا بالعدالة والحكمة. وقد عرف زوجها باسم الراهب (Ματθαῖος) وبعد وفاته في 21 يوليو 1425م، أصبحت راهبة في دير كيرا مارثا. كما اعلنتها الكنيسة الأرثوذكسية اليونانية قسيسة، وذلك بعد وفاة ابنها قسطنطين الحادى عشر ويوم فتح إسطنبول في 29 مايو. وقد حافظت في الدير على الذي يقع في سانت لوتراكى على عادات اليونايين بقطع اثرية اليونان، وعظام الرأس.

## زواجها
تزوجت هيلينا دراجس بمانويل باليولوجوس في 10 فبراير 1392م، وأصبح لديها العديد من الأطفال. ويمكن ان نعرض في هذه القائمة ترتيب اولادها وسن ولادتهم:
- الابنة الأولى، وكانت هي الابنة البكر ولكن لم يتحدد اسمها في المصادر، وكانت ابنة مانويل الثاني غير الشرعية وتزوجت من إيلاريو دوريا.

- قنسطنطين باليولوجوس توفي شابا.

- يوحنا باليولوجوس الثامن (18 ديسمبر 1392م-31 أكتوبر 1448م): الإمبراطور البيزنطي (1425م-1448م).
- ثيودور الثاني باليولوجوس (حوالي 1396 - 21 يونيو 1448م): ديسپوت المورة من 1407م إلى 1443م، ثم ديسپوت سليمبريا حتى وفاته.
- ابنتها الثانية: لم يرد اسمها في المصادر.

- أندرونيكوس باليولوجوس (توفي 1429م): ديسپوت سالونيك بين 1408م إلى 1423م.

- ميخائيل باليولوجوس، توفى شابا.

- قنسطنطين الحادي عشر باليولوجوس (8 فبراير 1405م-29 مايو 1453م): ديسپوت المورة ثم آخر الأباطرة البيزنطيين (1448م-1453م).

- ديمرتيوس باليولوجوس (1407-1470): ديسپوت المورة.

- طوماس باليولوجوس (1409-12 مايو 1465): ديسپوت المورة.

## الروابط الخارجية
Her listing in "Medieval lands" by Charles Cawley.
Information about St Hypomone from the Church of Sparta
http://www.impantokratoros.gr/agiaypomoni.el.aspx
http://www.globalusers.com/monastir_eng.htm